# Kosari
Kosari (ukr. Косарі) – wieś na Ukrainie, w obwodzie czerkaskim, w rejonie czerkaskim. W 2001 liczyła 2243 mieszkańców, wśród których 2166 jako ojczysty język wskazało ukraiński, 61 rosyjski, 13 mołdawski, 1 bułgarski, a 2 białoruski.